# Christopher Loeak

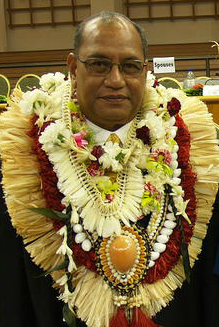
Christopher Loeak

Christopher Loeak (* 11. November 1952 auf dem Atoll Ailinglapalap) war von 2012 bis 2016 Präsident der Marshallinseln.

## Leben
Christopher Loeak besuchte zunächst in der Hauptstadt Majuro die Marshall Island High School und studierte dann in den Vereinigten Staaten am privaten Hawaii Pacific College und Rechtswissenschaften an der privaten Gonzaga University. Loeak spricht die Marshallesische Sprache und Englisch. 
Loeak ist langjähriges Mitglied im Nitijeḷā, dem Parlament der Marshallinseln. Erstmals gewählt wurde er 1985 als Vertreter des Ailinglaplap-Atolls. Im Kabinett von Präsident Amata Kabua war er von 1988 bis 1992 Justizminister. Anschließend war er bis zum Tod Kabuas 1996 Sozialminister. Unter dessen Nachfolger Kunio Lemari war er zwei Jahre Minister für Erziehung, zunächst auch unter dem ab 1997 amtierenden nächsten Präsidenten Imata Kabua. Dieser ernannte Loeak 1998 zum Minister für die Ralik-Kette, eine Inselkette im Westen des Landes. Neben diesem Amt, das er für ein Jahr innehatte, war er ab 1999 Stellvertreter des Präsidenten.
Im Parlament war Loeak Mitglied zahlreicher Ausschüsse. Er nahm auch an den Verhandlungen mit den USA über die Nutzung eines Testgeländes für Raketen auf den Inseln teil. Bei den Wahlen 2007 wurde er erneut als Vertreter von Ailinglaplap ins Parlament gewählt, Litokwa Tomeing holte ihn 2008 wieder ins Kabinett als seinen Stellvertreter.
Am 3. Januar 2012, wenige Wochen nach den Parlamentswahlen vom 21. November 2011, wurde der parteiunabhängige Christopher Loeak von den Abgeordneten zum achten Präsident der Marshallinseln gewählt. Sein einziger Gegenkandidat war der bisherige Präsident Jurelang Zedkaia, gegen den er sich mit 21 zu 11 Stimmen durchsetzen konnte. Am 4. Januar 2016 wählte das Parlament Casten Nemra zu Loeaks Nachfolger.
Loeak ist verheiratet und hat drei Kinder.